# Yurt
Yurt (nas línguas turcomanas), ger (nas línguas mongólicas) ou iurte (aportuguesado) é uma tenda ou cabana circular usada tradicionalmente pelos pastores nômades mongóis e de outros povos da Ásia Central, como os quirguizes e os cazaques. Possui uma estrutura interna de madeira, com parede raramente ultrapassando a altura de um homem e teto ligeiramente abobadado, possuindo apenas um cômodo. É coberta por feltro ou lã, geralmente brancos. Toda a estrutura é de fácil montagem, fornecendo boa proteção contra o calor e o frio, e é carregada em pequenas carruagens nas migrações em busca por melhores pastagens para seus rebanhos.
A UNESCO classificou em 2013 o fabrico tradicional dos gers como Patrimônio Cultural Imaterial da Humanidade na Mongólia com a designação "Artesanato tradicional do ger mongol e costumes anexos". No ano seguinte, inclui na mesma lista uma entrada com património do Quirguistão e Cazaquistão, com a designação "Conhecimentos e técnicas tradicionais vinculados ao fabrico de yurts quirguizes e cazaques (habitat nómada dos povos túrquicos)".